# 박선영 (1976년생 배우)
박선영(한국 한자: 朴宣英, 1976년 8월 21일 ~ )은 대한민국의 배우다.

## 학력
- 서울개포국민학교 (졸업)
- 구룡중학교 (졸업)
- 경기여자고등학교 (졸업)
- 서울예술전문대학 방송연예학과 (졸업)

## 생애
- 1995년 연극배우 데뷔.
- 1996년 한국방송공사 제2기 슈퍼 탤런트 대회에서 대상을 수상하여 정식 데뷔
- KBS 연기대상에서 신인상을 수상.

## 출연작

### 드라마
| 연도 | 방송사 | 제목                     | 배역          | 비고    |
| ---- | ------ | ------------------------ | ------------- | ------- |
| 1996 | KBS2   | 전설의 고향 - 나비의 한  | 한아랑        |         |
| 1996 | KBS1   | 하얀 민들레              | 이하영        |         |
| 1997 | KBS2   | 봄날은 간다              | 장도희        | 14부작  |
| 1997 | KBS1   | 정 때문에                | 홍성미        | 257부작 |
| 1998 | MBC    | 내일을 향해 쏴라         | 이수연        | 16부작  |
| 1999 | MBC    | 날마다 행복해            | 나금희        | 133부작 |
| 2000 | MBC    | 진실                     | 이신희        | 16부작  |
| 2000 | MBC    | 뜨거운 것이 좋아         | 이연옥        | 17부작  |
| 2000 | MBC    | 엄마야 누나야            | 신행자        | 50부작  |
| 2001 | KBS2   | 귀여운 여인              | 한수리        | 16부작  |
| 2001 | SBS    | 화려한 시절              | 오민주        | 50부작  |
| 2002 | KBS2   | 장희빈                   | 인현왕후 민씨 | 100부작 |
| 2003 | SBS    | 왕의 여자                | 김상궁 개시   | 42부작  |
| 2004 | KBS2   | 오! 필승 봉순영          | 노유정        | 16부작  |
| 2005 | KBS2   | 열여덟 스물아홉          | 유혜찬        | 16부작  |
| 2005 | KBS2   | 슬픔이여 안녕            | 장서영        | 60부작  |
| 2006 | SBS    | 101번째 프러포즈         | 한수정        | 15부작  |
| 2007 | MBC    | 겨울새                   | 박영은        | 43부작  |
| 2009 | KBS2   | 솔약국집 아들들          | 이수진        | 54부작  |
| 2011 | KBS2   | 강력반                   | 허은영        | 16부작  |
| 2012 | 채널A  | 불후의 명작              | 황금희        | 20부작  |
| 2012 | MBC    | 그대 없인 못살아         | 민지수        | 110부작 |
| 2013 | tvN    | 미친 사랑                | 윤미소        | 100부작 |
| 2014 | MBC    | 폭풍의 여자              | 한정임        | 140부작 |
| 2016 | KBS1   | 장영실                   | 소현옹주      | 24부작  |
| 2017 | SBS    | 초인가족 2017            | 맹라연        | 40부작  |
| 2018 | KBS2   | 같이 살래요              | 박선하        | 50부작  |
| 2020 | JTBC   | 부부의 세계              | 고예림        | 16부작  |
| 2021 | TV조선 | 엉클                     | 박혜령        | 16부작  |
| 2022 | MBC    | 금혼령, 조선 혼인 금지령 | 서씨 부인     | 12부작  |
| 2025 | TVING  | 춘화연애담               | 중전          | 10부작  |

### 영화
| 연도 | 제목             | 배역   | 비고 |
| ---- | ---------------- | ------ | ---- |
| 2002 | 묻지마 패밀리    | 주희   |      |
| 2002 | 중독             | 예주   |      |
| 2003 | 쇼쇼쇼           | 윤희   |      |
| 2017 | 강철비           | 강지혜 |      |
| 2018 | 궁합             | 영빈   |      |
| 2019 | 열두 번째 용의자 | 장선화 |      |

### 연극
- 1995년 《파우스트》

### TV 프로그램
- 1995년 KBS 2TV 《웃음은 행복을 싣고》 ... MC(1995.4.19)
- 1997년 KBS 2TV 《퍼즐특급열차》... 192회 게스트 최승돈 아나운서와 함께 출연(1997.7.21)
- 1997년 KBS 1TV 《TV는 사랑을 싣고》... 180회 게스트(1997.12.26)
- 1998년 SBS TV 《황수관의 호기심 천국》 ... 게스트(1998.9.12)
- 1999년 KBS 2TV 《비디오 추적 놀라운 TV》 ... MC(1999.1.19)
- 1999년 KBS 2TV 《생방송 좋은 아침입니다》 ... 게스트(1999.7.7)
- 2003년 KBS 2TV 《해피투게더 시즌 1》... 게스트(2003.5.8)
- 2005년 KBS 1TV 《아침마당》... 게스트(2005.06.30)
- 2011년 채널A 《이제 만나러 갑니다》 ... MC
- 2018년 SBS 《동상이몽 2 - 너는 내 운명》
- 2020년 SBS 《미운 우리 새끼》

### 라디오 프로그램
- 2015년 EBS 《EBS 책 읽는 라디오 낭독 시리즈》

### 앨범
- 2007년 싱글 《희망 TV 24》 - 따뜻한 사람들의 모임

## 수상 및 후보
| 연도 | 시상식                   | 부문                           | 작품                           | 결과 |
| ---- | ------------------------ | ------------------------------ | ------------------------------ | ---- |
| 1996 | 제2기 KBS 슈퍼탤런트     | 대상                           | 빈칸                           | 수상 |
| 1996 | KBS 연기대상             | 여자 신인연기상                | 하얀 민들레                    | 수상 |
| 1998 | 제34회 백상예술대상      | TV부문 여자 신인연기상         | 정 때문에                      | 후보 |
| 2000 | MBC 연기대상             | 캐릭터 인기상                  | 진실                           | 수상 |
| 2001 | SBS 연기대상             | 여자 인기상                    | 화려한 시절                    | 수상 |
| 2001 | MBC 연기대상             | 여자 우수연기상                | 엄마야 누나야                  | 후보 |
| 2002 | 제23회 청룡영화상        | 여우조연상                     | 중독                           | 후보 |
| 2003 | 제40회 대종상            | 여우조연상                     | 중독                           | 후보 |
| 2004 | KBS 연기대상             | 여자 우수연기상                | 오!필승 봉순영                 | 수상 |
| 2004 | KBS 연기대상             | 베스트 커플상 (with 안재욱)    | 오!필승 봉순영                 | 수상 |
| 2005 | 제3회 한국패션월드어워즈 | 모델스타상                     | 빈칸                           | 수상 |
| 2005 | KBS 연기대상             | 여자 최우수연기상              | 열여덟 스물아홉, 슬픔이여 안녕 | 후보 |
| 2009 | KBS 연기대상             | 장편드라마부문 여자 우수연기상 | 솔약국집 아들들                | 후보 |
| 2009 | KBS 연기대상             | 여자 네티즌상                  | 솔약국집 아들들                | 후보 |
| 2009 | KBS 연기대상             | 베스트 커플상 (with 손현주)    | 솔약국집 아들들                | 후보 |
| 2012 | MBC 연기대상             | 연속극부문 여자 최우수연기상   | 그대 없인 못살아               | 후보 |
| 2015 | MBC 연기대상             | 연속극부문 여자 최우수연기상   | 폭풍의 여자                    | 후보 |
| 2018 | KBS 연기대상             | 장편드라마부문 여자 우수연기상 | 같이 살래요                    | 후보 |

## 결혼
- 2010년 5월 29일, 3살 연상 외교관 김일범과 신라호텔에서 결혼식을 올렸다.

## 같이 보기
- 김일범
- 강성연
- 최수종
- 전광렬
- 김혜수
- 박예진
- 조여정
- 송일국
- 박민지
- 손현주
- 지성
- 류수영
- 이승기
- 이광기
- 류시원
- 최지우
- 하희라
- 안재욱
- 유재석
- 신동엽